# Telgárt (stacja kolejowa)
Telgárt – stacja kolejowa znajdująca się we wsi Telgárt w kraju bańskobystrzyckim na linii kolejowej nr 173 na Słowacji.